# Ефимов, Анатолий Николаевич
Анато́лий Никола́евич Ефи́мов (3 (16) июля 1908, Троицк Оренбургской губернии — 18 июля 1987, Москва) — советский экономист, специалист в области экономики социалистической промышленности, анализа и планирования народно-хозяйственных пропорций на основе построения межотраслевых балансов. Член-корреспондент АН СССР по Отделению экономики с 26 ноября 1964 года (политическая экономия), академик с 24 ноября 1970 года.

## Биография
В 1925−1927 студент Уральского промышленно-экономического техникума.
В 1927—1931 экономист Уральского областного союза сельскохозяйственной и кустарно-промысловой кооперации.
После призыва в Красную Армию в 1931−1934 гг. проходил военно-производственную службу на сталинградском заводе «Баррикады», сначала в цехе, а затем в заводоуправлении. Одновременно учился на вечернем факультете организационно-планового факультета Сталинградского тракторного (с 1933 г. — механического) института.
После демобилизации литературный сотрудник газеты «Уральский рабочий».
С 1935 студент Уральского индустриального института, многие экзамены сдавал экстерном. По окончании института в 1937 г. был оставлен преподавателем.
В 1940 г. защитил диссертацию на соискание учёной степени кандидата экономических наук на тему «Совмещение операций как метод экономии времени» и вскоре получил звание доцента по кафедре организации машиностроительного производства.
В 1943 г. был назначен помощником директора завода по налаживанию спецпроизводства на Уральском артиллерийском заводе имени И. В. Сталина, созданном на базе сталинградского завода «Баррикады», эвакуированного в Свердловск.
Член ВКП(б) с 1948 года.
В 1948—1955 годах руководил отделом экономических исследований Уральского филиала АН СССР.
Директор НИИ экономики Госплана СССР (1955—1975). Главный редактор экономической энциклопедии «Промышленность и строительство» (1961—1965).
Похоронен на Донском кладбище.

## Награды
Лауреат Государственной премии СССР (1968). Был награждён орденом Трудового Красного Знамени и медалями.

## Основные работы
- «Организация потока в машиностроении» (1944)
- «Вопросы технического прогресса в СССР» (1951)
- «Перспективы развития промышленности СССР» (1959)
- Ефимов А. Н., Анчишкин А. И. Куба планирует национальную экономику. — М.: Экономиздат, 1963. — 80 с.
- «Методы планирования межотраслевых пропорций» (1965, в соавт.)
- «Советская индустрия: производственный аппарат, управление и планирование» (1967)
- «Экономическое планирование в СССР» (1967, редактор)
- «Экономика и планирование советской промышленности» (1970)